# Pogona mitchelli
Espèce
Synonymes
- Amphibolurus mitchelli Badham, 1976
- Pogona minor mitchelli (Badham, 1976)

Pogona mitchelli est une espèce de sauriens de la famille des Agamidae.

## Répartition
Cette espèce est endémique d'Australie. Elle se rencontre dans le nord de l'Australie-Occidentale et dans le Territoire du Nord.

## Description
Ce lézard atteint environ 40 centimètres, dont 25 pour la queue. Là où cette espèce côtoie Pogona minor on relève des cas d'hybridations entre les deux espèces.

## Étymologie
Cette espèce est nommée en l'honneur de Francis John Mitchell (1929-1970).

## Publication originale
- Badham, 1976 : The Amphibolurus barbatus species-group (Lacertilia: Agamidae). Australian Journal of Zoology, vol. 24, no 3, p. 423-443